# هدمارک

موقعیت هدمارک در نروژ

 (به نروژی: Hedmark) یکی از استان‌های نروژ است که از سمت شمال با استان سور تروندلاگ، از سمت شرق با اوپلاند و از سمت جنوب با آکرشوس هم‌مرز است.